# Guido Van Sweevelt
Guido Van Sweevelt (* 15. April 1949 in Mortsel, Belgien) ist ein ehemaliger belgischer Radrennfahrer.
Nachdem Van Sweevelt 1969 belgischer Amateurstraßenmeister geworden war und 1971 eine Etappe der Internationalen Friedensfahrt gewonnen hatte, wurde er 1972 Profi. Während seiner Laufbahn gewann er mehrere Abschnitte kleinerer Etappenrennen und 1978 die Gesamtwertung der Drei Tage von De Panne. Seine besten Platzierungen bei den Klassikern erzielte er bei Paris–Roubaix, wo er 1975 Neunter und 1978 Siebter wurde. In der Vuelta a España 1972 und im Giro d’Italia 1978 war er jeweils ausgeschieden. Nach Ablauf der Saison 1982 beendete er seine Profikarriere.

## Erfolge
1969
- Belgische Straßenmeisterschaft (Amateure)

1971
- eine Etappe Friedensfahrt

1973
- eine Etappe Belgien-Rundfahrt

1975
- eine Etappe Belgien-Rundfahrt

1976
- eine Etappe Niederlande-Rundfahrt

1978
- Drei Tage von De Panne

1979
- Ronde van Limburg

1980
- eine Etappe Vier Tage von Dünkirchen

1981
- eine Etappe Drei Tage von De Panne